# Casalromano
Casalromano é uma comuna italiana da região da Lombardia, província de Mântua, com cerca de 1.467 habitantes. Estende-se por uma área de 11 km², tendo uma densidade populacional de 133 hab/km². Faz fronteira com Asola, Canneto sull'Oglio, Fiesse (BS), Isola Dovarese (CR), Volongo (CR).

## Demografia
| Variação demográfica do município entre 1861 e 2011                               |
|                                                                                   |
| Fonte: Istituto Nazionale di Statistica (ISTAT) - Elaboração gráfica da Wikipedia |